# Влашићи (Паг)
Влашићи су насељено место у саставу града Пага, на острву Пагу у Задарској жупанији, Република Хрватска.

## Историја
До територијалне реорганизације у Хрватској налазили су се у саставу старе општине Паг.

## Становништво
На попису становништва 2011. године, Влашићи су имали 272 становника.

## Попис1991.
На попису становништва 1991. године, насељено место Влашићи је имало 315 становника, следећег националног састава:
| Попис 1991.‍ | Попис 1991.‍ | Попис 1991.‍ | Попис 1991.‍ | Попис 1991.‍ |
| ----------- | ----------- | ----------- | ----------- | ----------- |
|             |             |             |             |             |
| Хрвати      | Хрвати      |             | 285         | 90,47%      |
| Југословени | Југословени |             | 4           | 1,26%       |
| Словенци    | Словенци    |             | 1           | 0,31%       |
| непознато   | непознато   |             | 25          | 7,93%       |
| укупно: 315 |             |             |             |             |